# Arnaldo Rodrigues Bittencourt
Arnaldo Rodrigues Bittencourt (São Paulo, 3 de outubro de 1924 — São Paulo, 10 de dezembro de 1997), foi um político brasileiro e ex-prefeito da cidade brasileira de Barueri. Arnaldo foi casado com Lelita Bittencourt e pai de quatro filhos Cilene, Célia, Celina e Arnaldo.

## História
Arnaldo nasceu no Belenzinho, subdistrito da capital paulista, filho de Venâncio Rodrigues Bittencourt e Maria Corteza Bittencourt. Após trabalhar na Estrada de Ferro Sorocabana, Arnaldo iniciou sua militância pública em Barueri no ano de 1965, quando foi eleito vereador. Nas eleições de 15 de novembro de 1968, filiado ao MDB, elegeu-se prefeito com 39,33% dos votos. Durante sua gestão, foi realizada uma parceria com a construtora Albuquerque-Takaoka que culminou com o lançamento do bairro planejado Alphaville, na então Fazenda Tamboré, em 1973, e a implantação do Terminal Barueri da Petrobras (1972).
Depois da derrota nas eleições de 1988, quando tentou ser prefeito pela terceira vez, dessa vez filiado do PDT, elegeu-se vereador em 1992, recebendo 1.223 votos, retornando ao cenário político da cidade, após quase dez anos afastado.
Arnaldo morreu no Hospital das Clínicas, no bairro de Cerqueira César, em São Paulo no dia 10 de dezembro de 1997, 11 meses depois de tomar posse como vice-prefeito no 1º mandato de Gil Arantes.